# Dependência de cocaína
A dependência de cocaína é um desejo psicológico de usar cocaína regularmente. A overdose de cocaína pode resultar em lesões cerebrais e cardiovasculares, tais como: constrição dos vasos sanguíneos do cérebro, causando derrames e constrição das artérias do coração; causando ataques cardíacos.
O uso de cocaína cria euforia e grandes quantidades de energia. Se tomado em grandes doses, é possível causar oscilações de humor, paranoia, insônia, psicose, hipertensão, batimentos cardíacos acelerados, ataques de pânico, deficiências cognitivas e mudanças drásticas na personalidade.
Os sintomas de abstinência de cocaína (também conhecido como comedown ou crash) variam de moderados a graves: disforia, depressão, ansiedade, fraqueza psicológica e física, dor e desejos compulsivos.

## Sinais e sintomas
A cocaína é um estimulante poderoso conhecido por fazer os usuários se sentirem enérgicos, alegres, falantes, etc. Com o tempo, os efeitos colaterais negativos incluem aumento da temperatura corporal, freqüência cardíaca irregular ou rápida, pressão alta, aumento do risco de ataques cardíacos, derrames e até morte súbita por parada cardíaca. Muitos abusadores habituais desenvolvem uma condição maníaca transitória semelhante à psicose anfetamínica e esquizofrenia, cujos sintomas incluem agressão, paranoia severa, inquietação, confusão e alucinações táteis; que pode incluir a sensação de algo rastejando sob a pele (formigamento), também conhecido como "bichos da coca", durante as bebedeiras. Usuários de cocaína também relataram pensamentos suicidas, perda de peso incomum, problemas para manter relacionamentos e uma aparência pálida e pouco saudável.

### Sintomas de abstinência
Depois de usar cocaína regularmente, muitos usuários se tornam dependentes. Quando a droga é descontinuada imediatamente, o usuário experimenta o que ficou conhecido como "colapso" junto com uma série de outros sintomas de abstinência de cocaína, incluindo paranoia, depressão, exaustão, ansiedade, coceira, alterações de humor, irritabilidade, fadiga, insônia, um desejo intenso por mais cocaína e, em alguns casos, náuseas e vômitos. Alguns usuários de cocaína também relatam sintomas semelhantes aos de pacientes com esquizofrenia e sentem que perderam a cabeça. Alguns usuários também relatam formigamento: sensação de rastejamento na pele, também conhecida como "bichos de coca". Esses sintomas podem durar semanas ou, em alguns casos, meses. Mesmo após a dissipação da maioria dos sintomas de abstinência, a maioria dos usuários sente a necessidade de continuar usando a droga; esse sentimento pode durar anos e pode atingir seu pico em momentos de estresse. Cerca de 30–40% dos indivíduos com dependência de cocaína recorrerão a outras substâncias, como medicamentos e álcool, após abandonar a cocaína. Existem vários medicamentos no mercado para aliviar os sintomas de abstinência da cocaína.

## Risco
Um estudo consistindo de 1.081 residentes dos EUA que usaram cocaína pela primeira vez nos últimos 24 meses foi conduzido. Verificou-se que o risco de se tornar dependente de cocaína dentro de dois anos do primeiro uso era de 5–6%. O risco de se tornar dependente dentro de dez anos após o primeiro uso aumentou para 15–16%. Essas foram as taxas agregadas para todos os tipos de uso considerados, como fumar, cheirar e injetar. Entre os usuários de início recente, as taxas individuais de dependência foram maiores para o tabagismo (3,4 vezes) e muito maior para injetar. Mulheres tinham 3,3 vezes mais probabilidade de se tornar dependente, em comparação com os homens. Os usuários que começaram aos doze ou treze anos eram quatro vezes mais probabilidade de se tornar dependente em comparação com aqueles que começaram entre dezoito e vinte anos.
No entanto, um estudo com usuários não desviantes em Amsterdã descobriu uma "relativa ausência de padrões de uso destrutivo e compulsivo durante um período de dez anos" e concluiu que os usuários de cocaína podem e fazem o controle do exercício. "Nossos entrevistados aplicaram dois tipos básicos de controle a si mesmos: 1) restringir o uso a certas situações e a estados emocionais nos quais os efeitos da cocaína seriam mais positivos, e 2) limitar o modo de ingestão a cheirar quantidades modestas de cocaína, ficando abaixo de 2,5 gramas por semana para alguns e abaixo de 0,5 gramas por semana para a maioria. No entanto, aqueles cujo nível de uso excedeu 2,5 gramas por semana, todos voltaram a níveis mais baixos".

## Tratamento

### Terapia
Programas de doze passos, como a Cocaína Anônima (inspirada nos Alcoólicos Anônimos), têm sido amplamente usados para ajudar os dependentes de cocaína. A terapia cognitivo-comportamental (TCC) combinada com a terapia motivacional (TM) provou ser mais útil do que os programas de doze etapas no tratamento da dependência de cocaína. No entanto, ambas as abordagens têm uma taxa de sucesso bastante baixa.[carece de fontes?] Outros tratamentos não farmacológicos, como acupuntura e hipnose, foram explorados, mas sem resultados conclusivos.

### Medicações
Numerosos medicamentos foram investigados para uso na dependência de cocaína, mas até 2015, nenhum deles foi considerado eficaz. Os anticonvulsivantes, como carbamazepina, gabapentina, lamotrigina e topiramato, não parecem ser eficazes no tratamento. Evidências limitadas sugerem que os antipsicóticos também são ineficazes para o tratamento da dependência de cocaína. Poucos estudos examinaram a bupropiona (um novo antidepressivo) para a dependência de cocaína; entretanto, estudos realizados até o momento não demonstraram que seja uma forma eficaz de tratamento para esse fim.
O Instituto Nacional de Abuso de Drogas (NIDA) dos Institutos Nacionais de Saúde dos Estados Unidos está pesquisando o modafinil, uma droga narcolepsia e estimulante leve, como um potencial tratamento para cocaína. A ibogaína está sendo investigada como tratamento para dependência de cocaína e é usada em clínicas no México, Holanda e Canadá, mas não pode ser usada legalmente nos Estados Unidos.[carece de fontes?] Outros medicamentos que foram investigados para este propósito incluem acetilcisteína, baclofeno e vanoxerina. Medicamentos como a fenelzina têm sido usados para causar uma "reação de aversão" quando administrados com cocaína.

## Epidemiologia
Nos Estados Unidos, o uso de cocaína resulta em cerca de 5.000-6.000 mortes anualmente.

## Pesquisa
Kim Janda vem trabalhando há anos em uma vacinação que trataria transtornos por uso de cocaína, limitando seus efeitos recompensadores.
A estimulação magnética transcraniana (TMS) está sendo estudada como um tratamento para o vício em cocaína. Até agora, estudos foram realizados pela Universidade Médica da Carolina do Sul (MUSC), pelo Instituto Nacional de Abuso de Drogas (NIDA) e pelo Instituto Nacional de Psiquiatria do México.